# 彼得里夫卡 (薩赫諾夫希納市鎮)
49°4′58″N 36°0′52″E / 49.08278°N 36.01444°E
彼得里夫卡（烏克蘭語：Петрівка）是位於烏克蘭東部的村莊，由哈爾科夫州别列斯京区的薩赫諾夫希納市鎮負責管轄。該村始建於1875年，面積0.08平方公里，海拔高度103米，2001年人口31，人口密度每平方公里387.5人。